# Драгослав Ранчић
Драгослав Ранчић (Крагујевац, 1935 — Београд, 7. септембар 2008) био је српски новинар.

## Биографија
Започео је новинарску каријеру у Студенту, а затим био новинар у Борби, НИН-у, Политици итд. Његово основно интересовање је подручје спољне политике.
Радио је као дописник из Немачке и Кине. У Кини је провео једанаест година (1974-1984) и сматран је њеном великим познаваоцем. И после пензионисања редовно је писао цењене спољнополитичке коментаре за НИН и Политику.
Био је члан ПАНУ.
Преминуо је 7. септембра 2008. године, а сахрањен је 11. септембра 2008. године на Новом гробљу у Београду.